# Coppa del Re 1992 (pallacanestro maschile)
La Coppa del Re 1992 è stata la 56ª Coppa del Re di pallacanestro maschile.

## Primo turno
| Squadra 1       | Totale    | Squadra 2       | Andata   | Ritorno |
| --------------- | --------- | --------------- | -------- | ------- |
| Ourense         | 147 - 185 | Caja de Ronda   | 68 - 94  | 79 - 91 |
| Murcia          | 183 - 156 | Llíria          | 101 - 78 | 82 - 78 |
| Peñas Huesca    | 147 - 136 | Manresa         | 67 - 73  | 80 - 63 |
| Siviglia        | 146 - 147 | Girona          | 78 - 79  | 68 - 68 |
| Breogán         | 116 - 136 | León            | 52 - 72  | 64 - 64 |
| Valencia        | 161 - 155 | OAR Ferrol      | 68 - 67  | 73 - 68 |
| Gran Canaria    | 151 - 154 | Granollers      | 75 - 75  | 76 - 79 |
| Maristas Málaga | 155 - 159 | Oximesa Granada | 83 - 74  | 72 - 85 |

## Secondo turno
| Squadra 1     | Totale    | Squadra 2       | Andata  | Ritorno |
| ------------- | --------- | --------------- | ------- | ------- |
| Caja de Ronda | 161 - 168 | Murcia          | 92 - 79 | 69 - 89 |
| Peñas Huesca  | 153 - 162 | Girona          | 74 - 72 | 79 - 90 |
| León          | 161 - 151 | Valencia        | 76 - 74 | 85 - 77 |
| Granollers    | 173 - 135 | Oximesa Granada | 84 - 54 | 89 - 81 |

## Terzo turno
| Squadra 1        | Totale    | Squadra 2  | Andata  | Ritorno |
| ---------------- | --------- | ---------- | ------- | ------- |
| Real Madrid      | 164 - 153 | Murcia     | 79 - 78 | 85 - 74 |
| Collado Villalba | 131 - 147 | Girona     | 71 - 83 | 60 - 64 |
| León             | 167 - 159 | Valladolid | 83 - 75 | 84 - 83 |
| C.B. Saragozza   | 168 - 155 | Granollers | 87 - 77 | 81 - 78 |

## Tabellone
|  | Quarti di finale  | Quarti di finale  |             |            | Semifinali                | Semifinali                |  |  | Finale | Finale |
|  |                   |                   |             |            |                           |                           |  |  |        |        |
|  | 5 marzo           |                   |             |            |                           |                           |  |  |        |        |
|  |                   |                   |             |            |                           |                           |  |  |        |        |
|  | Estudiantes       | 82                |             |            |                           |                           |  |  |        |        |
|  | Estudiantes       | 82                | 7 marzo     |            |                           |                           |  |  |        |        |
|  | Real Madrid       | 80                |             |            |                           |                           |  |  |        |        |
|  | Real Madrid       | 80                | Estudiantes | 78         |                           |                           |  |  |        |        |
|  | 5 marzo           |                   | Estudiantes | 78         |                           |                           |  |  |        |        |
|  |                   | Joventut Badalona | 77          |            |                           |                           |  |  |        |        |
|  | Joventut Badalona | Joventut Badalona | 77          | 77         |                           |                           |  |  |        |        |
|  | Joventut Badalona |                   | 8 marzo     | 77         |                           |                           |  |  |        |        |
|  | Girona            | 71                |             |            |                           |                           |  |  |        |        |
|  | Girona            | 71                | Estudiantes | 61         |                           |                           |  |  |        |        |
|  | 6 marzo           |                   | Estudiantes | 61         |                           |                           |  |  |        |        |
|  |                   | C.B. Saragozza    | 56          |            |                           |                           |  |  |        |        |
|  | Barcellona        | C.B. Saragozza    | 56          | 67         |                           |                           |  |  |        |        |
|  | Barcellona        | 7 marzo           |             | 67         |                           |                           |  |  |        |        |
|  | León              | 62                |             |            |                           |                           |  |  |        |        |
|  | León              | 62                | Barcellona  | 77         | Finale per il terzo posto | Finale per il terzo posto |  |  |        |        |
|  | 6 marzo           |                   | Barcellona  | 77         | Finale per il terzo posto | Finale per il terzo posto |  |  |        |        |
|  |                   | C.B. Saragozza    | 81          |            |                           |                           |  |  |        |        |
|  | Saski Baskonia    | C.B. Saragozza    | 81          | 83         | Joventut Badalona         | 83                        |  |  |        |        |
|  | Saski Baskonia    |                   |             | 83         | Joventut Badalona         | 83                        |  |  |        |        |
|  | C.B. Saragozza    | 87                |             | Barcellona | 72                        |                           |  |  |        |        |
|  | C.B. Saragozza    | 87                |             |            | 72                        |                           |  |  |        |        |
|  |                   |                   |             |            |                           |                           |  |  |        |        |
|  |                   |                   |             |            |                           |                           |  |  |        |        |

## Finale
| Arbitri: | Vicente Sanchís Mateo Ramos |

|                               |            |                   |
| Herreros, Winslow 16          | Punti      | 19 Arcega         |
| Martínez 4                    | Assist     | 2 Álvarez, Andreu |
| Winslow 12                    | Rimbalzi   | 9 Arcega          |
| Miguel Ángel Martín Fernández | Allenatori | Manel Comas       |